# Saint-Germain-des-Prés, Loiret
Saint-Germain-des-Prés är en kommun i departementet Loiret i regionen Centre-Val de Loire strax norr Frankrikes mitt. Kommunen ligger i kantonen Château-Renard som tillhör arrondissementet Montargis. År 2022 hade Saint-Germain-des-Prés 1 864 invånare.

## Befolkningsutveckling
Antalet invånare i kommunen Saint-Germain-des-Prés
| Referens: INSEE |